# Dimitra Arliss
Dimitra Arliss, née le 23 octobre 1932 à Lorain (Ohio) et morte le 26 janvier 2012 à Los Angeles (Californie), est une actrice américaine.

## Filmographie

### Cinéma
- 1971 : Slalom aquatique
- 1973 : L'arnaque de George Roy Hill
- 1977 : De l'autre côté de minuit de Charles Jarrott
- 1979 : Un couple parfait de Robert Altman
- 1980 : Xanadu de Robert Greenwald
- 1982 : Firefox, l'arme absolue de Clint Eastwood
- 1985 : Eleni de Peter Yates
- 1996 : Le fête fatale de Randal Kleiser
- 2000 : L'élue de Chuck Russel

### Télévision
- 1963 : Hôpital central (série TV) de Doris et Frank Hursley
- 1967-1975 : Mannix (série TV) de William Link et Richard Levinson
- 1973-1978 : Kojak (série TV) de Abby Mann
- 1974 : Lucas Tanner (série TV) de Jerry McNeely
- 1974 : This Is the West That Was (téléfilm)
- 1975 : Death Scream (téléfilm)
- 1975 : Joe and Sons (série TV - épisode Carmela)
- 1975 : The Art of Crime (téléfilm)
- 1976 : Le Riche et le Pauvre (série TV) de Boris Sagal et David Greene
- 1976 : NBC Special Treat (série TV - épisode Papa and Me)
- 1976 : Les Héritiers (série TV - 7 épisodes)
- 1976-1983 : Quincy (série TV) de Glen A. Larson et Lou Shaw
- 1977 : Mary Hartman, Mary Hartman (série TV - 8 épisodes)
- 1977 : You Gotta Start Somewhere (téléfilm)
- 1977-1979 : The Hardy Boys, Nancy Drew Mysteries (série TV) de Glen A. Larson
- 1978-1991 : Dallas (série TV) de David Jacobs
- 1978 : Le Pirate (téléfilm) de Ken Annakin
- 1980 : La Secte des Possédés (téléfilm) de William A. Graham
- 1980 : Guyana Tragedy : The Story of Jim Jones (téléfilm)
- 1981 : Les Feux de la Passion (téléfilm)
- 1982-1983 : Frank, Chasseur de fauves (série TV) de George Schenck et Frank Cardea
- 1982 : La Chute de la Maison Usher (téléfilm) de James L. Conway
- 1988 : Onassis, l'Homme le plus riche du Monde (téléfilm) de Waris Hussein
- 1993 : The Disappearance of Christina (téléfilm)
- 1994 : Iron Man (série TV - épisodes Origin of Iron Man : Part 1 et 2) (voix)
- 1993-1996 : Hôpital central (série TV épisodes 1.7850, 1.8408 et 1.8603)
- 1996 : Spider-Man (série TV - épisodes Sins of the Fathers Chapitre 2 et 4) (voix)
- 1997 : Les Charmes de la Vengeance (téléfilm)